# Joachim Meisner
Joachim Meisner (Breslavia, 25 dicembre 1933 – Bad Füssing, 5 luglio 2017) è stato un cardinale e arcivescovo cattolico tedesco.

## Biografia
Joachim Meisner nacque a Breslavia il 25 dicembre 1933 ed era figlio di Walter Meisner e di sua moglie Hedwig. Venne battezzato nella locale chiesa locale St. Hedwig. Crebbe con i tre fratelli in un ambiente dalla forte tradizione cattolica. Suo padre fu ucciso nel 1945 nella seconda guerra mondiale. Nello stesso anno, al termine del conflitto, la Slesia divenne parte della Repubblica Popolare di Polonia e la famiglia Meisner fu costretta a trasferirsi a Körner, in Turingia.

### Formazione e ministero sacerdotale
Dopo un breve apprendistato come bancario, nel 1951 entrò nel seminario per vocazioni adulte "Norbertinum" di Magdeburgo dove compì gli studi iniziali per il sacerdozio. Dal 1959 al 1962 studiò filosofia e teologia a Erfurt e l'8 aprile 1962 fu ordinato diacono nella chiesa di Santa Maria a Neuzelle. Il 22 dicembre 1962 fu ordinato presbitero dal vescovo ausiliare di Fulda Josef Freusberg. In seguito fu vicario parrocchiale nella chiesa di Sant'Egidio a Heilbad Heiligenstadt e in quella della Santa Croce a Erfurt e direttore della Caritas diocesana.
Nel 1969 conseguì il dottorato in teologia presso la Pontificia Università Gregoriana a Roma.

### Ministero episcopale e cardinalato

#### Vescovo ausiliare di Erfurt-Meiningen
Il 17 marzo 1975 papa Paolo VI lo nominò vescovo ausiliare dell'amministrazione apostolica di Erfurt-Meiningen e titolare di Vina. Ricevette l'ordinazione episcopale il 17 maggio successivo dall'amministratore apostolico di Erfurt-Meiningen Hugo Aufderbeck, co-consacranti l'amministratore apostolico di Magdeburgo Hans-Georg (Johannes) Braun e il vescovo ausiliare di Erfurt-Meiningen Georg Weinhold. Come motto scelse le parole Spes nostra firma (La nostra speranza per voi è certa), una frase tratta dalla seconda lettera ai Corinzi.
L'amministrazione comprendeva anche l'enclave cattolica di Eichsfeld, una città situata in terra protestante. Nonostante la Repubblica Democratica Tedesca fosse ufficialmente uno Stato ateo, Meisner in un'intervista affermò di aver trovato una comunità cattolica viva come nella sua terra d'origine della Slesia.

#### Vescovo di Berlino

Stemma nel periodo berlinese.

Il 22 aprile 1980 papa Giovanni Paolo II, che lo conosceva personalmente da anni, lo nominò vescovo di Berlino. Prese possesso della sede il 17 maggio. La diocesi era territorialmente molto particolare in quanto molto estesa e comprendente sia la parte est che quella ovest della città oltre a numerosi piccoli villaggi di campagna. Meisner prese la residenza a Berlino Est, dove si trovava la cattedrale di Sant'Edvige, ma si spostava anche a Berlino Ovest per ragioni pastorali. Nel 1984 consacrò la nuova chiesa Regina Martyrum.
Dal 1982 al 1989 presiedette la Conferenza dei vescovi di Berlino. In questo ruolo nel 1987 organizzò il primo e unico incontro dei cattolici della Repubblica democratica tedesca. Nel paese i cattolici erano 800.000 e più di 100.000 vi presero parte. Nel discorso finale tenutosi alla presenza anche di rappresentanti del governo, in allusione alla stella sovietica affermò che "i cristiani vogliono seguire nel nostro paese una stella... quella di Betlemme".
Nel concistoro del 2 febbraio 1983 venne innalzato alla dignità cardinalizia e nominato cardinale presbitero di Santa Pudenziana. Partecipò al conclave del 2005 e a quello del 2013. Alla messa per l'inizio del ministero petrino di papa Francesco fu uno dei sei cardinali che fecero l'atto pubblico di obbedienza per conto del Collegio cardinalizio.

#### Arcivescovo di Colonia

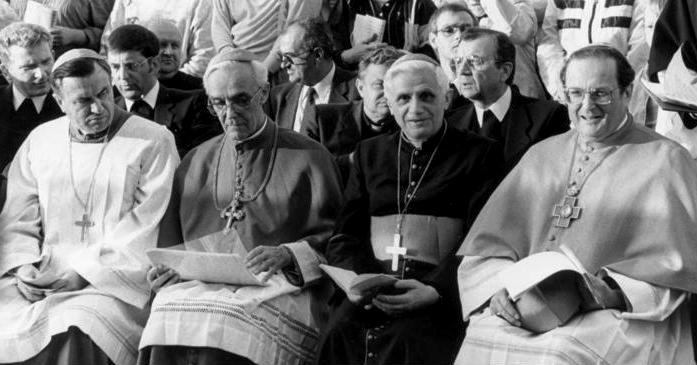
Joachim Meisner a destra con (da sinistra) il vescovo Karl Lehmann, il vescovo Gerhard Schaffran e il cardinale Joseph Ratzinger al Meeting Cattolico di Dresda nel 1987

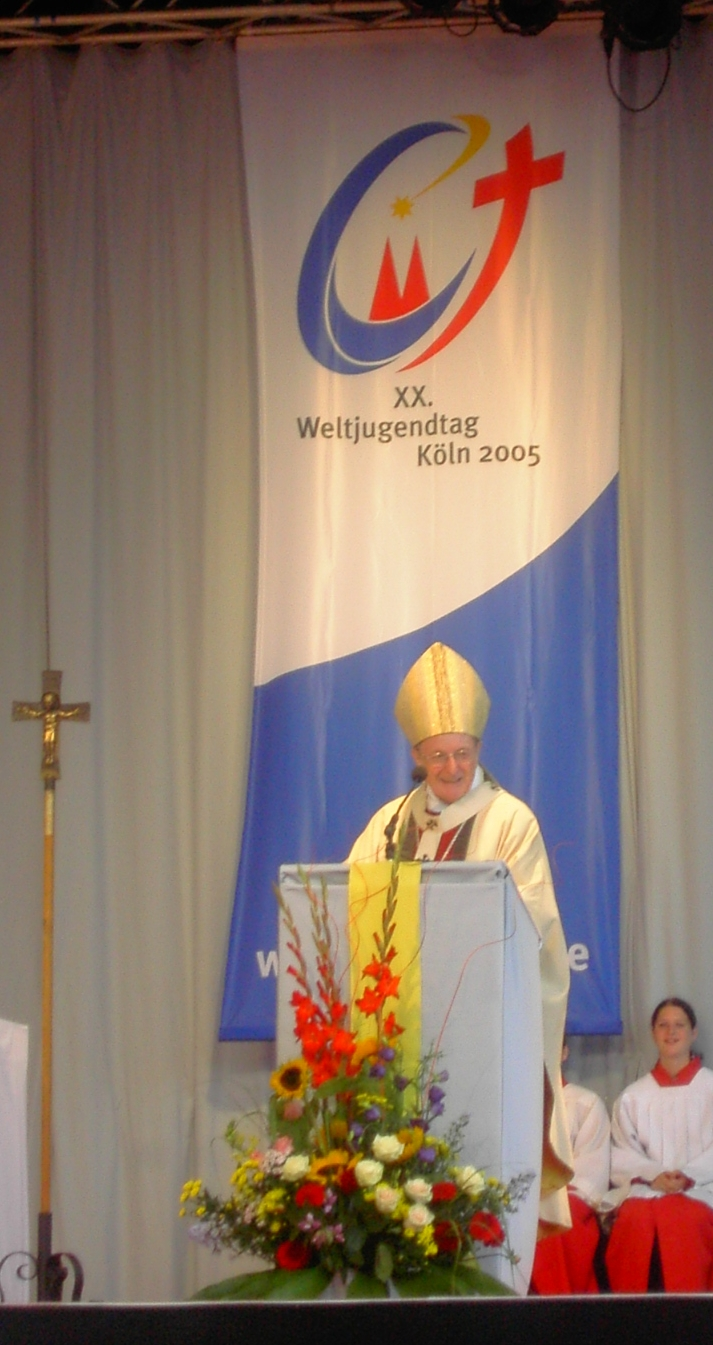
Il cardinale Meisner celebra messa in occasione della XX Giornata mondiale della gioventù.

Dopo le dimissioni e la morte del cardinale Joseph Höffner avvenute nel 1987, l'ufficio di arcivescovo di Colonia divenne vacante. Tradizionalmente, il capitolo della cattedrale ha il diritto di eleggere l'arcivescovo. Secondo il concordato con la Prussia del 1929 quando una sede si rende vacante, il capitolo dei canonici, gli arcivescovi e i vescovi locali presentano alla Santa Sede liste di candidati ritenuti idonei; a partire da queste liste, la Santa Sede sceglie tre nomi da presentare al capitolo dei canonici della sede vacante. Questo, con votazione libera e segreta, elegge uno dei tre nomi quale nuovo arcivescovo o vescovo; la Santa Sede procederà infine alla nomina canonica dell'eletto, previa consultazione col Governo affinché non vi siano preclusioni di carattere politico. Naturalmente, il papa non è vincolato dalle proposte presentate.
Il capitolo della cattedrale tuttavia non riuscì ad accordarsi e nessun candidato ottenne la maggioranza assoluta. Il prevosto Bernard Henrichs informò la Santa Sede tramite il nunzio apostolico della mancata elezione. La Santa Sede decise quindi di utilizzare il principio della devolution in base al quale una decisione può essere presa al livello immediatamente superiore quando il livello più basso non arriva ad alcuna decisione.
Questa posizione della Santa Sede incontrò però l'opposizione delle altre parti del Concordato, gli stati della Renania Settentrionale-Vestfalia e della Renania-Palatinato. I presidenti Johannes Rau e Bernhard Vogel erano infatti del parere che il Concordato prussiano prescrivesse necessariamente una scelta e che il trattato internazionale ha la precedenza sul diritto canonico proprio della Chiesa universale. A questo punto il Vaticano decise di concedere al capitolo una seconda votazione. Il pontefice chiese però che fosse sufficiente la maggioranza relativa, secondo le norme generali della Chiesa. Con sei voti a favore e dieci astensioni Meisner venne eletto e quindi nominato dal papa nuovo arcivescovo di Colonia il 20 dicembre 1988. Il 12 febbraio dell'anno successivo prese possesso della sede.
Teologi provenienti da tutta la Germania protestarono contro quella che ritenevano una prevaricazione del papa ed elaborarono la "dichiarazione di Colonia contro la privazione dei diritti civili di una cattolicità aperta". Fu anche criticato negli ambienti cattolici della città il fatto che Meisner non rientrasse nel clima progressista del cosiddetto "Cattolicesimo renano" e fosse troppo straniero per la mentalità della Chiesa locale.

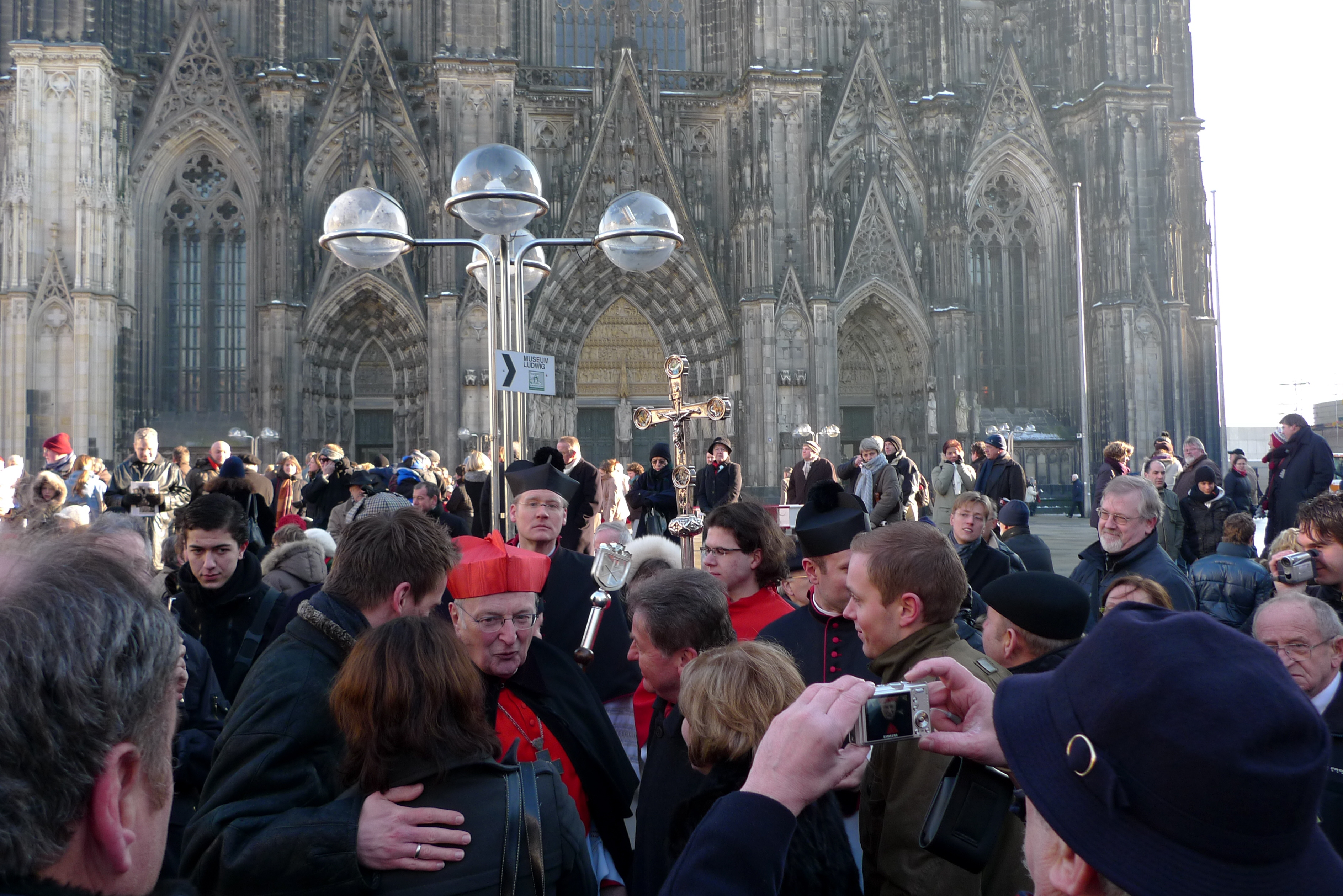
Nel 75º genetliaco del cardinale, davanti al sagrato del Duomo (11 gennaio 2009).

Fu una figura di riferimento anche dopo il crollo del muro di Berlino. Partecipò a diversi sinodi dei vescovi ed ebbe un ruolo di primo piano soprattutto nella seconda assemblea speciale per l'Europa, nel 1999, dove ricoprì l'incarico di presidente delegato.
Nel 2005 rappresentò il pontefice in occasione del cinquantesimo anniversario della fondazione della diocesi di Helsinki. Nell'agosto dello stesso anno ospitò papa Benedetto XVI in visita per la XX Giornata mondiale della gioventù.
Nel novembre del 2008, in vista del 75° genetliaco, come stabilito dal Codice di diritto canonico presentò a papa Benedetto XVI le dimissioni per limiti d'età. Il pontefice le respinse e chiese a Meisner di rimanere in carica fino all'ottantesimo compleanno.
Il 18 settembre 2012 papa Benedetto XVI lo nominò padre sinodale della XIII assemblea generale ordinaria del Sinodo dei vescovi. Il 25 dicembre 2013 compì 80 anni ed uscì dal novero dei cardinali elettori.

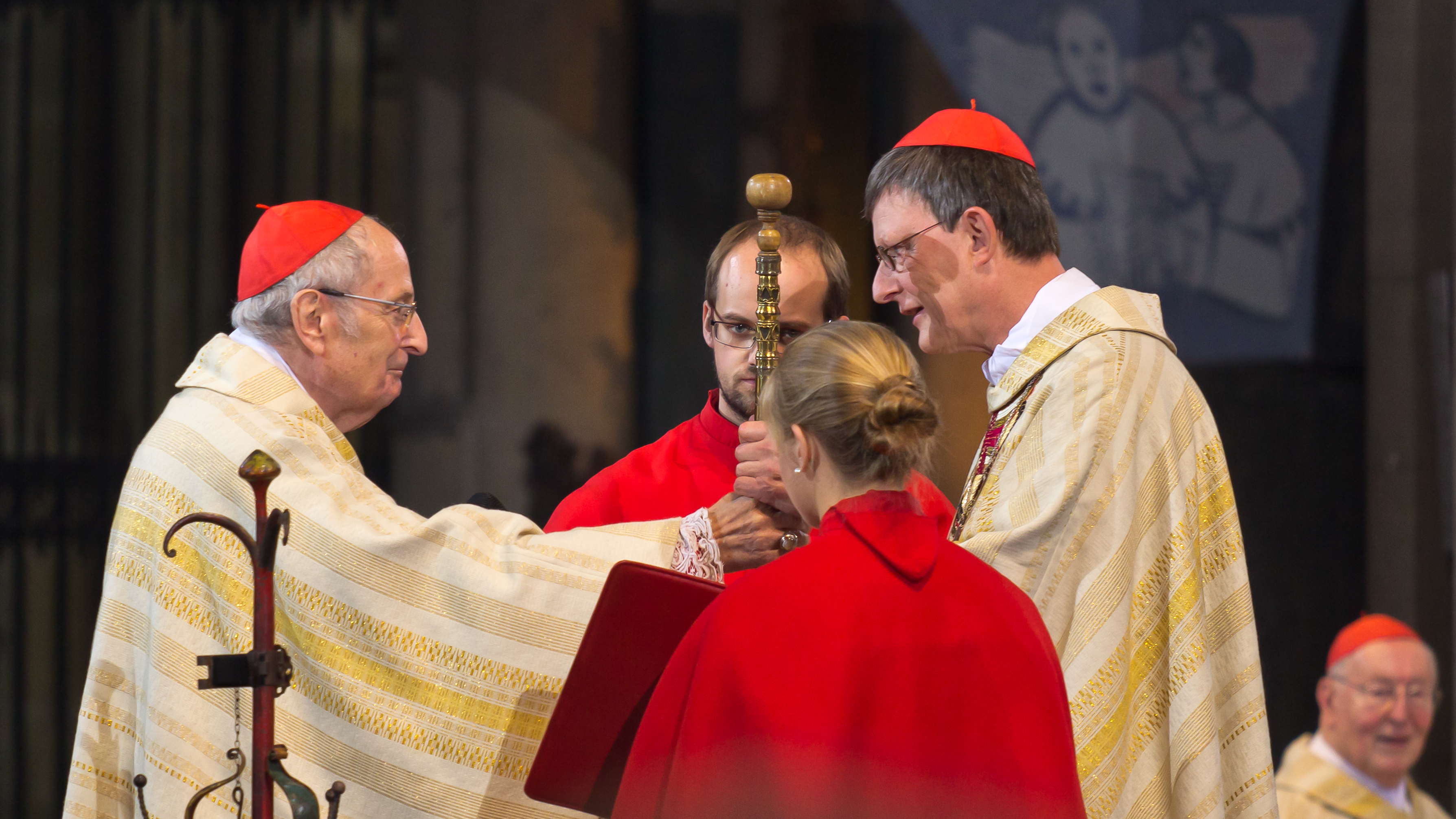
Il cardinale Meisner lascia il governo dell'arcidiocesi di Colonia al cardinale Woelki (20 settembre 2014).

Il 28 febbraio 2014 papa Francesco accettò la sua rinuncia all'incarico per raggiunti limiti d'età. Si congedò dall'arcidiocesi il 9 marzo 2014 con una messa solenne che vide la partecipazione di numerose personalità della vita ecclesiastica e politica. Tra questi, tra gli altri, vi erano cardinali Reinhard Marx e Stanisław Dziwisz e il nunzio apostolico Nikola Eterović. La Chiesa evangelica tedesca era rappresentata dal presidente del consiglio Nikolaus Schneider. Era presente anche il presidente della regione Hannelore Kraft. Il cardinale si trasferì in un appartamento del centro cittadino e continuò a lavorare nella pastorale del clero anziano.
Durante la sede vacante l'arcidiocesi venne guidata dall'amministratore diocesano Stefan Heße. L'11 luglio 2014 venne nominato nuovo arcivescovo il cardinale Rainer Maria Woelki che prese possesso della diocesi il 20 settembre.
Nel 2013 promosse l'istituzione della Fondazione cardinale Meisner per l'Europa orientale e meridionale con lo scopo di sostenere la formazione dei sacerdoti in Europa orientale e meridionale.
In seno alla Conferenza episcopale tedesca, fino al suo pensionamento fece parte del consiglio permanente, della commissione liturgica e di quella della Chiesa internazionale.
Partecipò alla II assemblea generale straordinaria del Sinodo dei vescovi che ebbe luogo nella Città del Vaticano dal 24 novembre all'8 dicembre 1985 sul tema "XX anniversario della conclusione del Concilio Vaticano II", all'VIII assemblea generale ordinaria del Sinodo dei vescovi che ebbe luogo nella Città del Vaticano dal 30 settembre al 28 ottobre 1990 sul tema "La formazione dei sacerdoti nelle circostanze attuali", alla I assemblea speciale del Sinodo dei vescovi per l'Europa che ebbe luogo nella Città del Vaticano dal 28 novembre al 14 dicembre 1991 sul tema "Siamo testimoni di Cristo che ci ha liberato", alla IX assemblea generale ordinaria del Sinodo dei vescovi che ebbe luogo nella Città del Vaticano dal 2 al 29 ottobre 1994 sul tema "La vita consacrata e la sua missione nella Chiesa e nel mondo", alla II assemblea speciale del Sinodo dei vescovi per l'Europa che ebbe luogo nella Città del Vaticano dal 1° al 23 ottobre 1999 sul tema "Gesù Cristo, vivente nella sua Chiesa, sorgente di speranza per l'Europa"- nella quale fu presidente delegato -, alla XII assemblea generale ordinaria del Sinodo dei vescovi che ebbe luogo nella Città del Vaticano dal 5 al 26 ottobre 2008 sul tema "La Parola di Dio nella vita e nella missione della Chiesa" e alla XIII assemblea generale ordinaria del Sinodo dei vescovi che ebbe luogo nella Città del Vaticano dal 7 al 28 ottobre 2012 sul tema "La nuova evangelizzazione per la trasmissione della fede cristiana".
Fu membro della Congregazione per il culto divino e la disciplina dei sacramenti (1983-2013), della Congregazione per i vescovi (1995-2013), della Congregazione per il clero (1991-2013), della Congregazione per l'educazione cattolica (1983-1993), del Pontificio consiglio per i testi legislativi (2002-2013), del Pontificio consiglio per il dialogo interreligioso (1990-2000), del Pontificio consiglio della cultura (1993-1998), della Pontificia commissione "Justitia et Pax" (1984-1988), del Pontificio consiglio per il dialogo con i non credenti (1983-1993), della Prefettura degli affari economici della Santa Sede (1991-2013) e del Consiglio di cardinali per lo studio dei problemi organizzativi ed economici della Santa Sede (1995-2014).
Fu inviato speciale di papa Giovanni Paolo II e di papa Benedetto XVI in diverse significative celebrazioni in tutta Europa. Nel maggio del 2008 a Treviri presiedette la cerimonia di beatificazione della religiosa Maria Rosa Flesch. Fu inviato speciale del papa alla cerimonia di consacrazione della nuova chiesa parrocchiale di Astana, in Kazakistan, che ebbe luogo il 27 giugno 1999, oltre che alle solenni celebrazioni nell'850º anniversario dell'arrivo in Finlandia di Sant'Enrico Vescovo e nel 50º anniversario dell'erezione della diocesi di Helsinki, che ebbero luogo il 27 febbraio 2005; alle celebrazioni del 4º centenario delle apparizioni della Beata Vergine Maria a Šiluva, in Lituania, il 13 e il 14 settembre 2008; alle celebrazioni del XII centenario della morte di San Ludgero, primo vescovo di Münster e "apostolo dei sassoni e dei frisoni" che ebbero luogo a Werden an der Ruhr il 6 settembre 2009; alla celebrazione dell'VIII centenario della nascita di Sant'Agnese di Boemia che ebbero luogo nella cattedrale di Praga il 12 novembre 2011; alle celebrazioni del 750º anniversario della posa della prima pietra del duomo di Xanten che ebbero luogo il 13 ottobre 2013 e all'inaugurazione del complesso conventuale del santuario di Maria Radna che ebbe luogo a Timișoara il 2 agosto 2015.
Morì improvvisamente pochi minuti prima delle 7 durante un soggiorno di vacanza nella cittadina di Bad Füssing il 5 luglio 2017. Si stava preparando a celebrare la messa e venne trovato da un amico sacerdote seduto su una sedia con il breviario sulle ginocchia. Le esequie si tennero il 15 luglio alle ore 10 nel duomo di Colonia e furono presiedute dal cardinale Rainer Maria Woelki. Al termine del rito fu sepolto nella cripta dello stesso edificio.

## Opinioni

### Posizioni teologiche e politiche di Meisner e critiche a esse
Per le sue posizioni teologiche e politiche, Meisner fu spesso criticato da alcuni politici e giornalisti. Il parlamentare Volker Beck e il consigliere comunale di Colonia Claus Ludwig lo definirono "predicatore di odio". L'arcidiocesi inviò una richiesta di ingiunzione al tribunale regionale di Colonia. Volker Beck fu rinviato a giudizio. Il processo si concluse con un accordo stragiudiziale tra le due parti.

### Ecumenismo e dialogo interreligioso
Nel 2003 la Conferenza episcopale tedesca pubblicò le sue "Linee guida per le celebrazioni multireligiose di cristiani, ebrei e musulmani". Nel 2006 Meisner emise una direttiva che vietava l'esecuzione di tali celebrazioni nelle scuole cattoliche per il fatto che l'immagine di Dio non trinitaria delle religioni non cristiane non fosse pienamente compresa dai giovani e che quindi le celebrazioni multi religiose non fossero appropriate. Meisner fu molto criticato per questa fatto. In sua difesa si schierò il vescovo ausiliare di Amburgo Hans-Jochen Jaschke che dichiarò che Meisner non era in contrasto con i dettami della Conferenza episcopale. Il contenuto delle linee guida furono poi revisionate.
Nella disputa sulla costruzione della moschea centrale di Colonia, nel quartiere Ehrenfeld, espresse comprensione per i piani dei musulmani.

### Famiglia e sessualità
Criticò più volte il linguaggio drammatico di chi rivendicava l'uguaglianza delle unioni civili registrate al matrimonio eterosessuale. Per questo venne ampiamente criticato. In un articolo pubblicato dal Frankfurter Allgemeine Zeitung il 1º agosto 2009 si definì contrario all'adozione di bambini in coppie omosessuali.
Nel marzo del 2007 riaffermò le critiche già rivolte dall'allora vescovo di Augusta Walter Mixa che definiva la politica familiare del governo federale gestita dal Ministro della famiglia Ursula von der Leyen come "politica del libretto degli assegni" e chiese un cambio di mentalità. Nel farlo citò le statistiche che affermavano che negli stati occidentali il tasso di natalità era più basso che negli stati orientali dove ci sono più posti negli asili nido.
Nell'omelia dell'Epifania del 2005 fece un parallelo tra l'aborto e la Shoah. Paragonò infatti l'uccisione di bambini innocenti nel ventre materno all'uccisione degli ebrei. Il Forum dei cattolici tedeschi disse che Meisner non aveva in alcun modo sminuito i crimini dei nazisti contro gli ebrei.
Meisner dichiarò che la CDU per il fatto di essere favorevole all'aborto avrebbe dovuto abbandonare la lettera "C" dal suo simbolo di partito, poiché aveva abbandonato gli ideali cristiani.
Il 16 gennaio 2013 venne riferito che a una donna violentata sessualmente era stata negata la prescrizione della "pillola del giorno dopo" in due ospedali cattolici. Il cardinale Meisner il 22 gennaio intervenne nella discussione pubblica scusandosi con la vittima ma parlando comunque contro la "pillola del giorno dopo" affermando che la Chiesa espone una posizione chiara circa la protezione assoluta della vita. Alla fine di gennaio spiegó meglio la sua posizione. Dichiarò infatti: "È secondo me accettabile a certe condizioni l'utilizzo di un farmaco il cui principio attivo previene il concepimento e impedisce la fecondazione".

### Culto e cultura

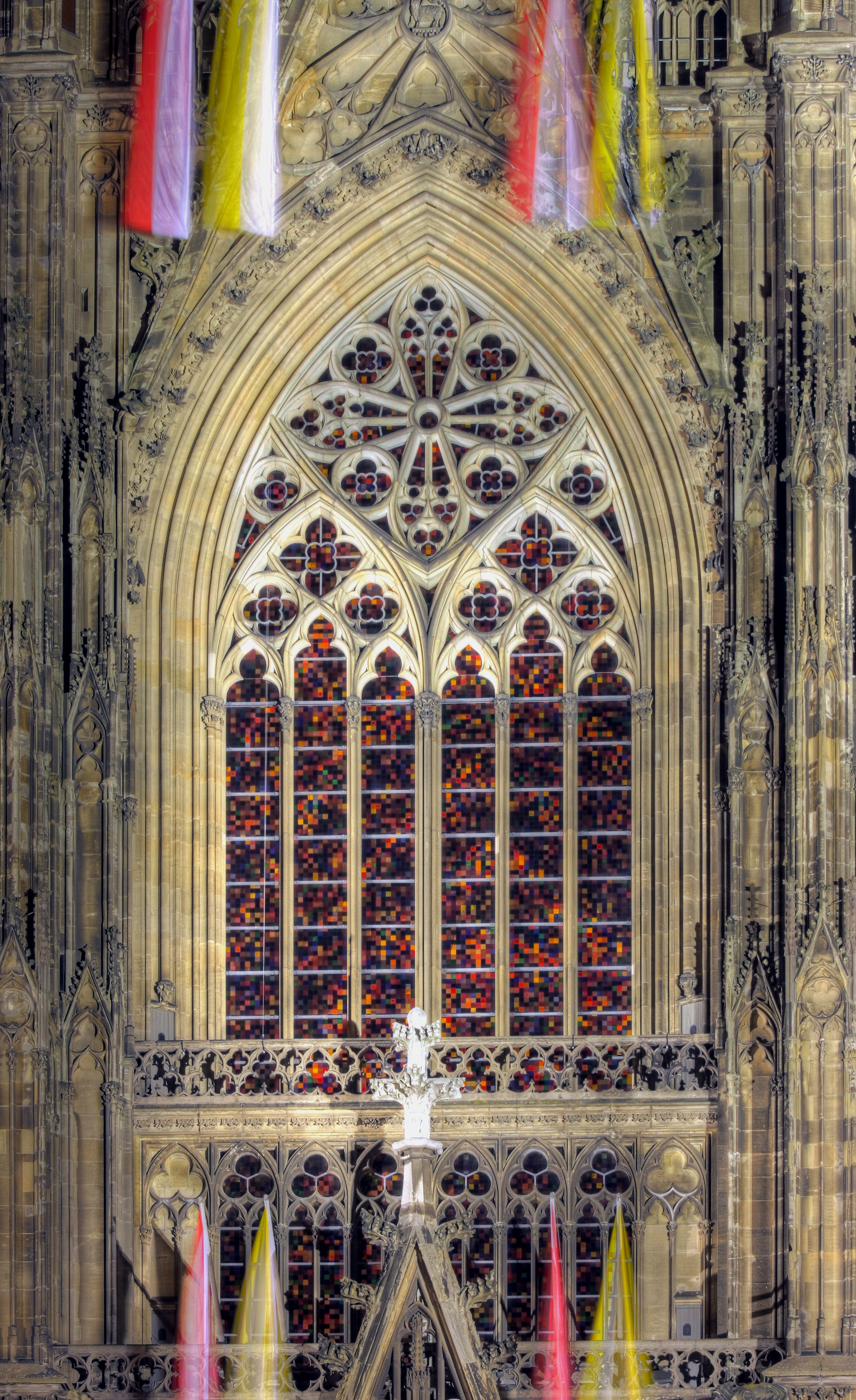
La vetrata contestata dal cardinale.

Nel settembre del 2007, in occasione del discorso per l'apertura della nuova sede del museo diocesano che la cultura era legata al culto di Dio: "Non dimentichiamo che c'è un rapporto tra cultura e culto. Dove la cultura è scollegata al culto essa si solidifica in pratiche di ritualismo e cultura degenerata. Si perde il mezzo". Questa frase venne considerata da molti vicina al concetto nazista di "arte degenerata" causando reazioni critiche di partiti, media e del Comitato centrale dei cattolici tedeschi. L'arcidiocesi di Colonia respinse le critiche.
Il The Daily News e il Consiglio centrale degli ebrei lo definì un "famigerato incendiario spirituale".
Poco prima, Meisner aveva suscitato grande scalpore quando criticò la nuova vetrata astratta nel transetto del duomo di Colonia commissionata all'artista Gerhard Richter dal capitolo della cattedrale e inaugurata il 25 agosto 2007. Affermò che la vetrata non si adattava alla fede cristiana cattolica e alla cattedrale. Secondo lui era più adatta a una moschea o a una casa di preghiera.

### Opus Dei
Joachim Meisner era considerato un sostenitore dell'Opus Dei. In un'omelia del 19 gennaio 2002, pronunciata nel duomo di Colonia, definì Josemaría Escrivá de Balaguer quasi un monumento e aggiunse: "Io, come i miei predecessori, i cardinali Josef Frings e Joseph Höffner, sono profondamente grato che egli abbia posto un seme qui nella nostra arcidiocesi di Colonia, il lavoro di Escrivá ha guadagnato un punto d'appoggio con noi e i suoi compagni oggi sono una parte indispensabile della vita e dell'opera della nostra arcidiocesi e del nostro paese".
Secondo notizie della stampa Meisner promosse la posizione dell'Opus Dei anche attraverso la politica del personale al servizio dell'arcidiocesi. Nel tardo autunno del 2006, insieme al suo ex vicario generale Dominik Schwaderlapp, favorì la sostituzione del portavoce di lunga data dell'arcidiocesi, Manfred Becker-Huberti, con il giornalista Stephan Georg Schmidt che fa parte dell'Opus Dei. Il nuovo addetto stampa divenne allo stesso tempo direttore del giornale diocesano. Meisner fu per questo molto criticato. an dieser Doppelbesetzung mit der Aussage, das Erzbistum erwarte sich davon „Synergieeffekte“ für die Presse- und Öffentlichkeitsarbeit. All'inizio del 2010 a Schmidt fu assegnato un altro incarico e suo successore come capo dell'ufficio stampa fu l'ex vice portavoce Christoph Heckeley che non è legato all'Opus Dei.

### Controversia sull'Amoris laetitia
A metà settembre del 2016 il cardinale Meisner con i cardinali Carlo Caffarra, Walter Brandmüller e Raymond Leo Burke inviò a papa Francesco e alla Congregazione per la dottrina della fede una lettera in cui tramite cinque dubia chiedeva chiarimenti su alcuni passaggi poco chiari della seconda esortazione apostolica Amoris laetitia. Il 14 novembre successivo i cardinali resero pubblica la lettera poiché il pontefice non aveva dato alcuna risposta. Alla fine del mese il decano del Tribunale della Rota Romana Pio Vito Pinto accusò i quattro cardinali di aver "suscitato un grave scandalo".

## Opere
- Zeugen durch die Zeiten. Zum 70. Todestag des seligen Berliner Dompropstes Bernhard Lichtenberg. In: Barbara Stühlmeyer, Ludger Stühlmeyer: Bernhard Lichtenberg. Ich werde meinem Gewissen folgen. Topos plus Verlagsgemeinschaft, Kevelaer 2013, ISBN 978-3-8367-0835-7, S. 75–82.
- Er war mein Freund. Ein Zeugnis aus der Nähe. Pattloch-Verlag, 2007, ISBN 978-3-629-02156-4.
- Edith Stein – Teresia Benedicta a Cruce. Jüdische Christin und christliche Jüdin. Butzon & Bercker, 2006, ISBN 3-7666-0877-0 (als Herausgeber)
- Froh in der Gnade Gottes. Bachem, 2005, ISBN 3-7616-1946-4.
- Geborgen in Gott. Tag- und Nachtgebete. 6. Aufl., Adamas-Verlag, Köln 2005, ISBN 3-937626-02-6.
- Mit dem Herzen sehen. Chancen und Auftrag der Kirche zu Beginn des dritten Jahrtausends. MM Verlag, Aachen 2000, ISBN 3-928272-12-8.
- Von nun an preisen mich selig alle Geschlechter. Butzon & Bercker, 1999, ISBN 3-7666-0202-0.
- Die heilige Messe. Pattloch-Verlag, Augsburg 1997, ISBN 3-629-00111-4 (zus. mit Hans-Günther Kaufmann).
- Spuren Gottes auf unseren Wegen. Der Alltag als Begegnungsfeld des Menschen mit Gott. Morus-Verlag, Hildesheim/Berlin 1998, ISBN 3-87554-263-0.
- Wider die Entsinnlichung des Glaubens. Gedanken zur Re-Evangelisierung Europas. 2. Aufl., Styria, Graz 1991, ISBN 3-222-11965-1.
- Unsere Hoffnung stärke euch. Styria Pichler, Graz 1989, ISBN 3-7990-5550-9.
- Sein, wie Gott uns gemeint hat! Betrachtungen zu Maria. Bernward-Verlag, Berlin/Hildesheim 1988, ISBN 3-87065-452-X.
- Nachreformatorische katholische Frömmigkeitsformen in Erfurt (= Erfurter theologische Studien, Bd. 26), Leipzig 1971.
- Das Auditorium Coelicum am Dom zu Erfurt. Ein Beitrag zur Universitätsgeschichte Erfurts (= Erfurter theologische Schriften, Bd. 6), St. Benno-Verlag, Leipzig 1962.

## Genealogia episcopale e successione apostolica
La genealogia episcopale è:
- Cardinale Scipione Rebiba
- Cardinale Giulio Antonio Santori
- Cardinale Girolamo Bernerio, O.P.
- Arcivescovo Galeazzo Sanvitale
- Cardinale Ludovico Ludovisi
- Cardinale Luigi Caetani
- Cardinale Ulderico Carpegna
- Cardinale Paluzzo Paluzzi Altieri degli Albertoni
- Papa Benedetto XIII
- Papa Benedetto XIV
- Papa Clemente XIII
- Cardinale Bernardino Giraud
- Cardinale Alessandro Mattei
- Cardinale Pietro Francesco Galleffi
- Cardinale Giacomo Filippo Fransoni
- Cardinale Antonio Saverio De Luca
- Arcivescovo Gregor Leonhard Andreas von Scherr, O.S.B.
- Arcivescovo Friedrich von Schreiber
- Arcivescovo Franz Joseph von Stein
- Arcivescovo Joseph von Schork
- Vescovo Ferdinand von Schlör
- Arcivescovo Johann Jakob von Hauck
- Arcivescovo Joseph Otto Kolb
- Cardinale Julius August Döpfner
- Cardinale Alfred Bengsch
- Vescovo Hugo Aufderbeck
- Cardinale Joachim Meisner

La successione apostolica è:
- Vescovo Joachim Wanke (1980)
- Vescovo Wolfgang Weider (1982)
- Vescovo Norbert Trelle (1992)
- Vescovo Friedhelm Hofmann (1992)
- Vescovo Heinrich Mussinghoff (1995)
- Vescovo Manfred Melzer (1995)
- Cardinale Rainer Maria Woelki (2003)
- Arcivescovo Heiner Koch (2006)
- Vescovo Dominik Schwaderlapp (2012)
- Vescovo Ansgar Puff (2013)